# ويليام الثاني، دوق بافاريا
الدوق فيلهلم الثاني من بافاريا-شتراوبنغ' فرسان الرباط (5 أبريل 1365— 31 مايو 1417) أيضاً كان الكونت فيلهلم الرابع من هولندا، والكونت غيوم السادس من هينو والكونت فيليم الخامس من زيلند؛ حكم منذ 1404 حتى 1417، عندما مات بسبب عضة كلب. ويليام كان ابن ألبرشت الأول ومارغريت من بريخ.